# NGC 3264
NGC 3264 је спирална галаксија у сазвежђу Велики медвед која се налази на NGC листи објеката дубоког неба.
Деклинација објекта је + 56° 5' 2" а ректасцензија 10h 32m 19,9s. Привидна величина (магнитуда) објекта NGC 3264 износи 11,9 а фотографска магнитуда 12,5. Налази се на удаљености од 20,719 милиона парсека од Сунца. NGC 3264 је још познат и под ознакама UGC 5719, MCG 9-17-69, CGCG 266-54, IRAS 10291+5620, PGC 31125.